# Allaxius princeps
Allaxius princeps är en kräftdjursart som först beskrevs av Boas 1880.  Allaxius princeps ingår i släktet Allaxius och familjen Axiidae. Inga underarter finns listade i Catalogue of Life.